# Le Gibus
Pour les articles homonymes, voir Gibus.
 (août 2016).
Si vous disposez d'ouvrages ou d'articles de référence ou si vous connaissez des sites web de qualité traitant du thème abordé ici, merci de compléter l'article en donnant les références utiles à sa vérifiabilité et en les liant à la section « Notes et références ».
Le Gibus est une boîte de nuit et une salle de concert parisienne d'une capacité d'environ 900 personnes. Le Gibus est situé dans les sous-sols d'une cour de la rue du Faubourg du Temple dans le 11e arrondissement de Paris.

## Histoire

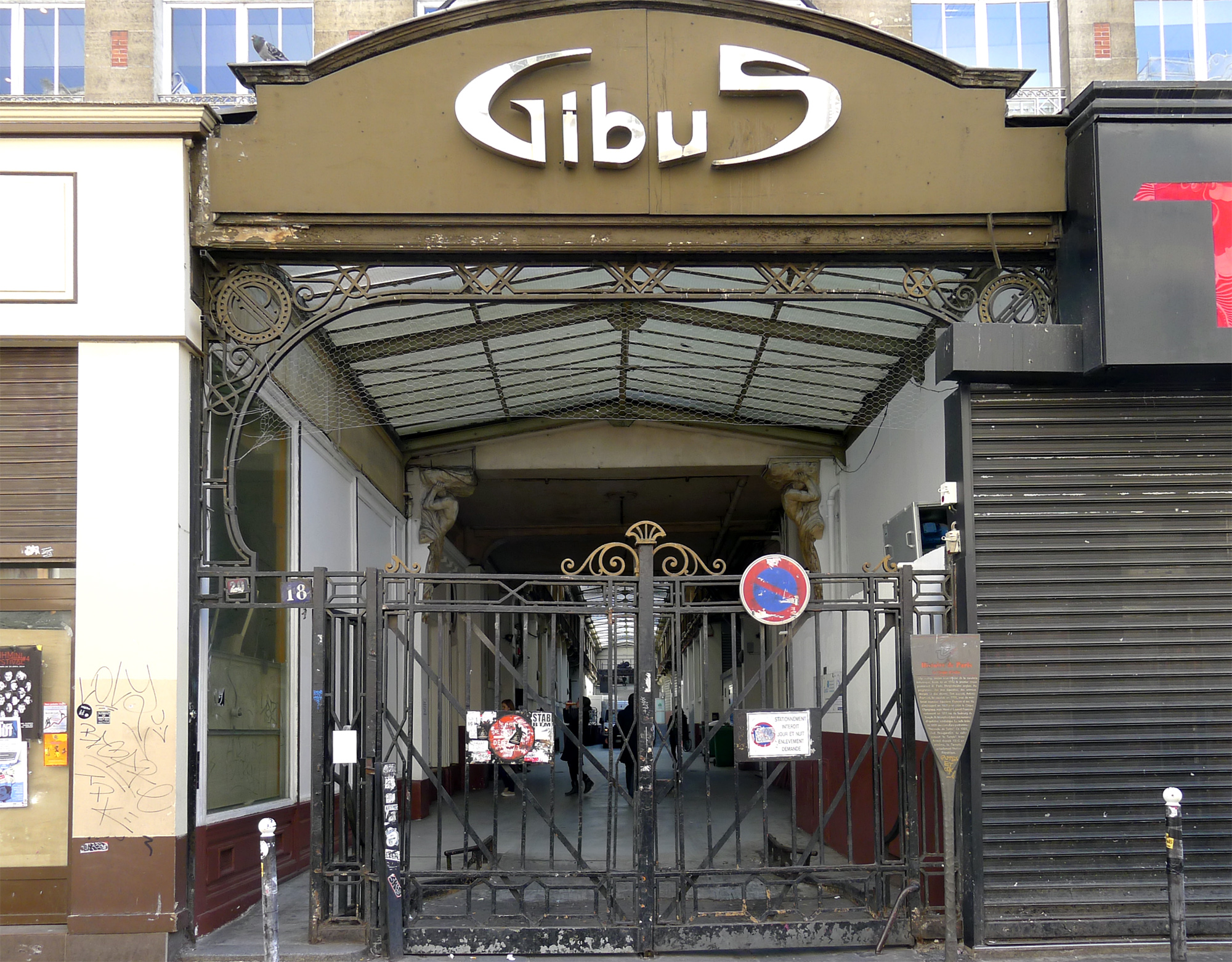
N°18 rue du Faubourg-du-Temple en 2014.

La salle a ouvert ses portes en 1967. Elle a connu son heure de gloire à partir de 1977, quand Patrick Eudeline y fait venir la génération punk, comme Asphalt Jungle. Au fil des années, le club accueille la plupart des groupes rock français et étrangers venus se produire dans la capitale : Wilko Johnson, Wreckless Eric, The Police, Johnny Thunders, The Wanderers, Les Désaxés, Téléphone etc. Le groupe américain the Fleshtones y a enregistré en public son album Speed Connection.
En 1983, la séquence du concert de punk du film Tchao Pantin est filmé dans cette salle qui s'appelait alors « Le Petit Gibus », et décrite dans le film comme « un bar de punks à République ». Le groupe qui joue dans le film est un célèbre groupe de punk des années 1980, La Horde, et son chanteur Gogol Premier.
Beaucoup de groupes de thrash/death y passent dans les années 90, Cannibal Corpse, Obituary, Carcass, Biohazard, D.R.I..
En juin 1990 Sacred Reich et Mordred y font un concert.
Le Gibus entame un nouveau virage en ouvrant sa programmation aux musiques électroniques et au hip-hop.
De 2005 à 2008, le Gibus accueille les vendredis soirs les Rock'n'Roll Friday, des soirées organisées par Philippe Manœuvre lors desquelles se produisent trois nouveaux groupes qualifiés de « groupes de la nouvelle scène rock française ».
En 2007, le Gibus crée le Festival Rock Inter Région, un festival itinérant qui se déplace dans de nombreuses villes en France.